# Wojna o pieniądz
Wojna o pieniądz – wspólny tytuł serii książek napisanych przez chińskiego ekonomistę Song Hongbinga.

## Tezy zawarte w książce
Autor przedstawia w nich rzekomą historię powstania obecnego systemu finansowego. Opisuje kolejne etapy wchodzenia w życie nowych pojęć z dziedziny finansów, jak dług publiczny, czy emisja pieniądza jako zaciągnięcie długu w banku centralnym pod zastaw wpływów z przyszłych podatków. Przedstawia mechanizm operacji fiskalnych, skutkujących drenażem majątku od średnio zamożnego społeczeństwa poprzez manipulację stopami procentowymi kredytów oraz inflację.

### Banki wedługWojny o pieniądz
Książka opisuje, jaki wpływ na kondycję ekonomiczną społeczeństw poszczególnych krajów miały wielkie korporacje bankowe, poczynając od banków rodziny Rothschildów z czasów wojen napoleońskich i bitwy pod Waterloo do współczesnych wojen i kryzysów finansowych. Według autora banki międzynarodowe uzyskiwały największe zyski przy jednoczesnym zubożaniu lub ruinie społeczeństw całych krajów. Dziać się to miało zawsze podczas kryzysów finansowych, panik giełdowych lub wojen, które w rzeczywistości były inspirowane przez wielkie banki dążące do jak największych zysków.

### Krytyka
Książki te oskarżane są o promowanie antysemickich teorii spiskowych, według których żydowski spisek jest odpowiedzialny m.in. za bitwę pod Waterloo, dojście do władzy Adolfa Hitlera czy zamach na J.F. Kennedy’ego.

## Wydano
1. (货币战争：阴谋天下, 2007), ang. Currency Wars I: Currency Warfare – w Polsce w 2010 (ISBN 978-83-60562-45-1), pod tytułem Wojna o pieniądz: Prawdziwe źródła kryzysów finansowych
2. (货币战争 2: 金权天下, 2009), ang. Currency Wars II: The Power of Gold – w Polsce w 2011 (ISBN 978-83-60562-52-9), pod tytułem Wojna o pieniądz 2: Świat władzy pieniądza
3. (货币战争 3: 金融高边疆, 2011)
4. (货币战争 4: 战国时代, 2011), ang. Currency Wars IV: Age of the Warring States – w Polsce w 2016, pod tytułem Wojna o pieniądz 3: Epoka walczących królestw (ISBN 978-83-60562-95-6)
5. (货币战争 5, 山雨欲来, 2014), ang. Currency Wars V: The Coming Rain – w Polsce w 2018 pod tytułem Wojna o pieniądz 4: Cisza przed burzą (ISBN 978-83-65842-09-1)
6. w Polsce wydano w 2020 Wojna o pieniądz 5: Decydujące starcie (ISBN 978-83-6584-227-5)